# Амстел голд рејс
Амстел голд рејс (хол. Amstel Gold Race) је бициклистички класик која се на пролеће (средином априла) одржава у Лимбургу, у Холандији, као део арденских класика. Трка је 1989. године додата у највеће трке UCI календара — UCI ворлд тур. Ово је једина једнодневна бициклистичка трка у Холандији и сматра се најважнијим бициклистичким догађајем у овој земљи. Рекордер је Холанђанин Јан Рас, који је трку освојио пет пута.
Званични спонзор трке је пивара Амстел, по којој трка носи назив од оснивања 1966. године.

## Историја

### Прва трка
Амстел голд рејс су организовали власници компаније Интер спорт, Тон Визерс и Херман Крот. Њихова идеја је била да направе класик који ће парирати монументалним тркама у Фландрији и Италији.
Прва трка је требало да буде одржана 30. априла 1966. на холандски национални празник. План је био да стартује у Амстердаму па да се иде на исток земље, а циљ је требало да буде у Мастрихту. Укупно 280 километара. Ипак, било је проблема, на тој рути је било доста река и требало их је обилазити, што би трку учинило дужом од 280 километара. Нови план је био да стартује у Утрехту, затим у Ротердаму, а циљ би био у малом селу, Мерсену, у Лимбургу.
Три недеље пре почетка, организатори су објавили да нису добили дозволу да иду преко моста Мордијк, преко којег је једини пут којим се може јужно од Ротердама. Рута је морала да се мења опет и нови старт је био у Бреди.
Те године су хипици прогласили анархију у Холандији и власти су се бојале да би због трке организоване на национални празник могла настати побуна. Четири дана пре почетка, Визерс и Крот су отказали трку. Ипак, министар саобраћаја у Хагу звао их је и рекао да трка може бити организована. У среду, 30. априла 1966. одржана је прва трка Амстел голд рејс, од Бреде до Мерсена, 302 километра. Трка је протекла без озбиљнијих инцидената. На циљ су дошла три возача француског тима Форд, који су спринтали за победу. Холанђанин Јан Хугенс имао је механички проблем у задним метрима и победио је Француз Жан Стабленски. Учешће је узело 120 возача, а завршило је само 30.
Без обзира не почетне планове, трка никад није стартовала у највећим холандским градовима Амстердаму, Ротердаму и Утрехту.

### Потрага за идентитетом
Наредних година, трка није имала исти старт. 1967. премештена је у Хелмонду, где је седиште Амстела и скраћена је на 213 километара. Победио је Ари ден Хартог и тако постао први холандски победник трке. 1968. трка је одржана 21. септембра, имала је 254 километра и победио је Хари Стевенс. Године 1969. одржавање трке је враћено у април, победио је Белгијанац Гидо Рејбрук, чиме је почела белгијска доминација.
Амстел голд рејс, као млада трка, имала је проблема за проналажење свог места у календару, поред много и старијих и монументалних класика и није привлачила најбоље возаче. Много година, најбољи бициклиста тада, Еди Меркс, није учествовао јер организатори нису могли да му плате његову стартну таксу. 1973. организатор Херман Крот, пристао је да плати Мерксовом тиму позамашну суму новца, претпостављајући да ће он победити. Тако је и било, Меркс је победио са три минута испред другопласираног. Две године касније, Меркс је опет победио и постао први возач који је трку освојио двапут.
Касних седамдесетих, холанђанин Јан Рас, освојио је трку рекордних пет пута, од тога четири пута заредом. У холандским медијима појавила се фраза "Амстел голд Рас".
Године 1983. Аусралијанац Фил Андерсон постао је први неевропски победник.

### Премештање у Мастрихт
Године 1991. циљ трке премештен је у Мастрихт, главни град Лимбурга, а од 1998. у Мастрихту је и старт трке. Карактеристика трке су постала брда јужно од Лимбурга. Задње две деценије, Холандија је имала само два победника, Михал Богерд 1998. и Ерик Декер 2001. обојица су победила Ленса Армстронга у спринту.
Године 2001. трку је почело 190 возача, а завршило је само 37. Највише подијума имају Богерд и Рас, по седам.

### Финиш на Каубергу
Године 2003. циљ трке је премештен на брдо Кауберг, у Валкенбургу. Прво издање са циљем на брду освојио је Александар Винокуров. Године 2013. циљ је опет премештен. Са врха Кауберга, 1.8 километара до центра Валкенбурга. Најуспешнији возач задњих година је Филип Жилбер, који је трку освајао четири пута.
2015. трку је освојио Михал Квјатковски и тако постао први светски шампион који је освојио Амстел голд рејс још од 1981. када је то урадио Бернар Ино.

## Карактеристике трке
Иако је трка у Лимбургу, није део Ардена. Обично се сматра почетном трком Арденске недеље. 2004. трка је заменила места са трком Лијеж—Бастоњ—Лијеж у календару. Од тада, трка се одржава након Париз—Рубеа, а пре Флеш Валона.
До 2002. Амстел голд рејс је била равна трка и највише су побеђивали класик специјалисти, трка је била слична Ронде ван Фландерену. Од 2002. организатори су одлучили да промене фокус и да уведу успоне, што је одговарало возачима који се боре за победе на гранд тур тркама. Модерна трка има више од 30 кратких успона. Највећи су Кауберг и Каутенберг. На Каутенбергу има деоница са по 22% нагиба.

## Победници
- 2025.  Матијас Скелмосе
- 2024.  Том Пидкок
- 2023.  Тадеј Погачар
- 2022.  Михал Квјатковски
- 2021.  Ваут ван Арт
- 2020. није било трке
- 2019.  Метју ван дер Пул
- 2018.  Михаел Валгрен
- 2017.  Филип Жилбер
- 2016.  Енрико Гаспарото
- 2015.  Михал Квјатковски
- 2014.  Филип Жилбер
- 2013.  Роман Кројцигер
- 2012.  Енрико Гаспарото
- 2011.  Филип Жилбер
- 2010.  Филип Жилбер
- 2009.  Сергеј Иванов
- 2008.  Дамијано Кунего
- 2007.  Стефан Шумахер
- 2006.  Френк Шлек
- 2005.  Данило ди Лука
- 2004.  Давиде Ребелин
- 2003.  Александар Винокуров
- 2002.  Микеле Бартоли
- 2001.  Ерик Декер
- 2000.  Ерик Цабел
- 1999.  Михал Богерд
- 1998.  Ролф Јерман
- 1997.  Бјарне Рис
- 1996.  Стефано Занини
- 1995.  Мауро Ђанети
- 1994.  Јохан Мусеув
- 1993.  Ролф Јерман
- 1992.  Олаф Лудвиг
- 1991.  Франс Масен
- 1990.  Адри ван дер Пул
- 1989.  Ерик ван Ланкер
- 1988.  Јеле Најдам
- 1987.  Јоп Зутемелк
- 1986.  Стивен Рокс
- 1985.  Гери Кнетеман
- 1984.  Жак Ханеграф
- 1983.  Фил Андерсон
- 1982.  Јан Рас
- 1981.  Бернар Ино
- 1980.  Јан Рас
- 1979.  Јан Рас
- 1978.  Јан Рас
- 1977.  Јан Рас
- 1976.  Фреди Мартенс
- 1975.  Еди Меркс
- 1974.  Гери Кнетеман
- 1973.  Еди Меркс
- 1972.  Валтер Планкарт
- 1971.  Франс Вербек
- 1970.  Жорж Пентан
- 1969.  Гидо Рејбрук
- 1968.  Хари Стевенс
- 1967.  Ари ден Хартог
- 1966.  Жан Стабленски

### Вишеструки победници
| Позиција | Возач             | Број победа | Године                       |
| -------- | ----------------- | ----------- | ---------------------------- |
| 1.       | Јан Рас           | 5           | 1977, 1978, 1979, 1980, 1982 |
| 2.       | Филип Жилбер      | 4           | 2010, 2011, 2014, 2017       |
| 3.       | Еди Меркс         | 2           | 1973, 1975                   |
| 3.       | Гери Кнетеман     | 2           | 1974, 1985                   |
| 3.       | Ролф Јерман       | 2           | 1993, 1998                   |
| 3.       | Енрико Гаспарото  | 2           | 2012, 2016                   |
| 3.       | Михал Квјатковски | 2           | 2015, 2022                   |

## Победе по државама
| Позиција | Држава     | Број победа |
| -------- | ---------- | ----------- |
| 1.       | Холандија  | 18          |
| 2.       | Белгија    | 14          |
| 3.       | Италија    | 7           |
| 4        | Немачка    | 3           |
| 4        | Швајцарска | 3           |
| 4        | Данска     | 3           |
| 6        | Француска  | 2           |
| 6        | Пољска     | 2           |
| 8        | Чешка      | 1           |
| 8        | Аустралија | 1           |
| 8        | Луксембург | 1           |
| 8        | Казахстан  | 1           |
| 8        | Русија     | 1           |
| 8        | Словенија  | 1           |
| 8        | УК         | 1           |